# Ring i himlens klockor
Ring i himlens klockor är en väckelsesång av William Orcutt Cushing ur Ira D. Sankeys "Sacred Songs", som översatts till många språk. Erik Nyström gjorde översättningen till svenska. Psalmen har tre 4-radiga verser med en lika lång refrängtext. 
Melodin, i G-dur, är densamma som till sång nr 176 i Hemlandstoner.

## Publicerad i
- Sånger till Lammets lof 1877 som nr 44
- Herde-Rösten 1892 som nr 138 under rubriken "Lof och tacksägelse:"
- Svenska Missionsförbundets sångbok 1894 som nr 174 under rubriken "Omvändelse".
- Sionstoner 1889 som nr 652 under rubriken "Inbjudnings- och väckelsesånger".
- Samlingstoner 1919 som nr 88 under rubriken "Frälsningssånger".
- Svenska Missionsförbundets sångbok 1920 som nr 222 under rubriken "Kallelse och väckelse".
- Fridstoner 1926 som nr 37 under rubriken "Böne- och lovsånger".
- Frälsningsarméns sångbok 1929 som nr 345 under rubriken "Jubel, erfarenhet och vittnesbörd".
- Frälsningsarméns sångbok 1943 som nr 383 under rubriken "Jubel".
- Segertoner 1930 som nr 189.
- Sionstoner 1935 som nr 328.
- Segertoner 1960 som nr 487.
- Frälsningsarméns sångbok 1968 som nr 341 under rubriken "Det Kristna Livet - Jubel och tacksägelse".